# Friedrich Wilhelm Alexander von Tschammer und Osten
Pour les articles homonymes, voir Osten.
Friedrich Wilhelm Alexander von Tschammer et Osten (né le 1er janvier 1737 et mort le 29 juillet 1809 à Berlin) est un général de division prussien et commandant de la Maison des Invalides de Berlin. L'importance de Tschammer réside dans le domaine de l'éducation militaire.

## Biographie
Issu de la famille noble von Tschammer, Friedrich, à l'âge de 20 ans, rejoint le 34e régiment d'infanterie (prince Ferdinand), auquel il a d'ailleurs appartenu pendant la majeure partie de sa vie militaire. Lors de la guerre de Succession de Bavière, il devient capitaine et lors de la campagne de Hollande en 1785, major. Lors de la campagne du Rhin pendant la Guerre de la première coalition, il devient d'abord lieutenant-colonel puis colonel. Il reçoit l'ordre Pour le Mérite pour sa bravoure lors du siège de Mayence. Il devient également le commandant du 34e régiment d'infanterie. Le 2 juin 1801, il est promu général de division et devient commandant du 27e régiment d'infanterie (de).
D'abord mis à l'amende d'attente après la défaite prussienne à la bataille d'Iéna, Tschammer devient le 1er mars 1809 commandant de la maison des Invalides de Berlin. Il décède cependant le 29 juillet 1809 à l'âge de 72 ans et est enterré dans le cimetière des Invalides. Son tombeau n'a pas été conservé.

## Éducation militaire
En Prusse sous Frédéric II, la formation militaire et scolaire des officiers et des hommes est du ressort des régiments. Les commandants de régiment maintiennent donc leurs propres écoles, dont certaines deviennent très connues. Après la guerre de Sept Ans, l'école du régiment du prince Ferdinand à Neuruppin est en mauvais état. Le sacristain régimentaire responsable améliore ses moyens de subsistance en éduquant les enfants des roturiers et ne veille pas à ce que les enfants des soldats aillent à l'école. Tschammer se plaint à plusieurs reprises de la situation, mais ce n'est qu'en 1780 qu'un remède est possible. Un décret du Consistoire de Guerre du 20 septembre 1780 oblige les aumôniers de campagne à exercer une surveillance étroite sur les écoles sous leur responsabilité. Une nouvelle école est planifiée avec l'aumônier de campagne Müller et sur le modèle de l'école de garnison de Potsdam. Le sacristain est mis à la retraite et deux enseignants formés sont embauchés. La femme d'un sous-officier est même embauchée pour apprendre aux filles à tricoter et à coudre. Les examens deviennent publics, ce qui attire l'attention des officiers et des citoyens sur l'école. En 1786, un incendie dans la ville détruit également l'école, mais les soins de Tschammer assurent sa pérennité. En 1795, il est commandant du régiment et peut changer plus. Le nombre d'élèves par classe est limité, les élèves excédentaires sont envoyés dans les écoles de la ville et les commandants de compagnie doivent s'assurer que la fréquentation scolaire est régulière.
En 1796, il peut étendre son concept. En plus de l'école de tricot et de couture, il fonde une école de filature et une institution de transformation de la laine. En 1797, avec l'aide d'un marchand berlinois, une école de dentelle est ajoutée. Ces activités font grand bruit et font l'objet d'articles dans de nombreux journaux de l'époque. L'administration militaire ne veut pas non plus être en reste et soutient l'établissement industriel, comme on l'appelait, avec 200 thalers par an. Le 31 août 1799, une nouvelle ordonnance est promulguée : "Ordonnance circulaire du 31 août 1799 à tous les régiments et bataillons, concernant l'enseignement dans les écoles de garnison". Ce texte fait référence au travail exemplaire du colonel Tschammer et recommande de l'imiter.
Avec le major von Sydow et l'aumônier de campagne Merz, il crée une école Junker pour les futurs officiers. C'est pour les enseignes et les caporaux du régiment. Les mathématiques et l'histoire y sont enseignées. Les cours de langue ont lieu à l'école Frédéric-Guillaume, le lycée local.
Pour organiser les différentes écoles, une commission composée d'officiers, de l'aumônier de campagne, de l'auditeur et du collaborateur de l'école régimentaire est formée, qui se réunit le premier lundi de chaque mois. L'école a également le soutien du monarque, qui s'engage à résister à toute tentative d'annuler les réalisations. Ainsi, avec l'arrêté ministériel du 19 décembre 1799 "À propos des leçons dans les écoles Junker" déclare également l'école Junker comme modèle officiel.
Après la guerre perdue de 1806/07, le régiment et toutes les institutions connexes sont dissous. Mais les idées de Tschammer continuent à avoir un effet à travers la constitution militaire prussienne.